# Paddington kalandjai
A Paddington kalandjai (eredeti cím: The Adventures of Paddington) 2019-től vetített brit–francia 3D-s számítógépes animációs kalandsorozat, amelyet Jon Forster és James Lamont alkotott, Michael Bond Paddington maci című könyvei alapján.
Először Amerikában mutatták be 2019. december 20-án a Nickelodeonon. Magyarországon 2020. augusztus 17-től mutatja be a Nick Jr.

## Cselekmény
A sorozat a fiatal Paddington maci mutatja be, aki leveleket ír Lucy néninek a nap folyamán történt dolgokról.

## Szereplők
| Szereplő    | Eredeti hang          | Magyar hang      |
| ----------- | --------------------- | ---------------- |
| Paddington  | Ben Whishaw           | Elek Ferenc      |
| Henry Brown | Darren Boyd           | Juhász Zoltán    |
| Mary Brown  | Morwenna Banks        | Orosz Anna       |
| Jonathan    | Bobby Beynon          | Kelemen Noel     |
| Judy Brown  | Sabrina Newton-Fisher | Gyarmati Laura   |
| Mrs. Bird   | Phyllis Logan         | Málnai Zsuzsa    |
| Mr. Curry   | Reece Shearsmith      | Katona Zoltán    |
| Mr. Gruber  | David Schofield       | Szabó Endre      |
| Ms. Potts   | Liz Sutherland        | Turóczi Izabella |
| Mateo       | Jeremiah Waysome      | Égner Milán      |

### Magyar változat
- Bemondó: Schmidt Andrea
- Magyar szöveg: Szerepi Hella
- Hangmérnök: Gáti Péter
- Zenei hangmérnök és zenei rendező: Császár Bíró Szabolcs
- Vágó: Csabai Dániel
- Gyártásvezető: Bogdán Anikó
- Szinkronrendező: Berzsenyi Márta
- Produkciós vezető: Koleszár Emőke

A szinkront az SDI Media Hungary készítette

## Epizódok
| Évad | Évad | Epizód | Amerikai sugárzás   | Amerikai sugárzás  | Amerikai adó         | Magyar sugárzás     | Magyar sugárzás | Magyar adó |
| Évad | Évad | Epizód | Évadpremier         | Évadfinálé         | Amerikai adó         | Évadpremier         | Évadfinálé      | Magyar adó |
| ---- | ---- | ------ | ------------------- | ------------------ | -------------------- | ------------------- | --------------- | ---------- |
|      | 1    | 27     | 2019. december 20.  | 2020. december 18. |                      | 2020. augusztus 17. | N/A             |            |
|      | 2    | 27     | 2021. február 19.   | 2022. október 2.   | 2021. szeptember 13. | 2023. április 9.    |                 |            |
|      | 3    | 14     | 2023. április 3.    | 2023. december 8.  | 2023. szeptember 25. | N/A                 |                 |            |
|      | 4    | N/A    | 2024. augusztus 30. | N/A                | 2024. január 29.     | N/A                 |                 |            |

## 1. évad (2019-2020)
| #   | #   | Eredeti cím                         | Magyar cím                          | Rendezte                | Írta                                     | Eredeti premier      | Magyar premier      |
| --- | --- | ----------------------------------- | ----------------------------------- | ----------------------- | ---------------------------------------- | -------------------- | ------------------- |
| 1.  | 1.  | Paddington Finds a Pigeon           | Paddington és a galamb              | Adam Shaw és Chris Drew | Jon Foster és James Lamont               | 2019. december 20.   | 2020. augusztus 17. |
| 1.  | 1.  | Paddington and the Chores List      | Paddington és a házimunka           | Adam Shaw és Chris Drew | Jon Foster és James Lamont               | 2019. december 20.   | 2020. augusztus 17. |
| 2.  | 2.  | Paddington Finds a Hobby            | Paddington hobbija                  | Adam Shaw és Chris Drew | Jon Foster és James Lamont               | 2020. január 20.     | 2020. augusztus 24. |
| 2.  | 2.  | Paddington and the Stamp            | Paddington és a bélyeg              | Adam Shaw és Chris Drew | Jon Foster és James Lamont               | 2020. január 20.     | 2020. augusztus 24. |
| 3.  | 3.  | Paddington and the Magic Trick      | Paddington és a varázstrükk         | Adam Shaw és Chris Drew | Jon Foster és James Lamont               | 2020. január 21.     | 2020. augusztus 19. |
| 3.  | 3.  | Paddington and Poor Mr. Curry       | Paddington és szegény Mr. Curry     | Adam Shaw és Chris Drew | Jon Foster és James Lamont               | 2020. január 21.     | 2020. augusztus 19. |
| 4.  | 4.  | Paddington Makes Pancakes           | Paddington palacsintát süt          | Adam Shaw és Chris Drew | Jon Foster és James Lamont               | 2020. január 23.     | 2020. augusztus 18. |
| 4.  | 4.  | Paddington Plays Football           | Paddington futballozik              | Adam Shaw és Chris Drew | Jon Foster és James Lamont               | 2020. január 23.     | 2020. augusztus 18. |
| 5.  | 5.  | Paddington and the Treehouse        | Paddington és a ház a fán           | Adam Shaw és Chris Drew | Jon Foster, James Lamont és Toby Davies  | 2020. január 28.     | 2020. augusztus 20. |
| 5.  | 5.  | Paddington and the Monster Hunt     | Paddington és a szörnyvadászat      | Adam Shaw és Chris Drew | Jon Foster, James Lamont és Toby Davies  | 2020. január 28.     | 2020. augusztus 20. |
| 6.  | 6.  | Paddington and the Painting         | Paddington és a festés              | Adam Shaw és Chris Drew | Jon Foster és James Lamont               | 2020. január 30.     | 2020. augusztus 21. |
| 6.  | 6.  | Paddington Finds Buried Treasure    | Paddington elásott kincset talál    | Adam Shaw és Chris Drew | Jon Foster és James Lamont               | 2020. január 30.     | 2020. augusztus 21. |
| 7.  | 7.  | Paddington and the Wardrobe         | Paddington és a szekrény            | Adam Shaw és Chris Drew | Paul Doolan, Jon Foster és James Lamont  | 2020. február 25.    | 2020. augusztus 25. |
| 7.  | 7.  | Paddington Helps With Homework      | Paddington és a házi feladat        | Adam Shaw és Chris Drew | Paul Doolan, Jon Foster és James Lamont  | 2020. február 25.    | 2020. augusztus 25. |
| 8.  | 8.  | Paddington Makes a Scrapbook        | Paddington és az album              | Adam Shaw és Chris Drew | Jon Foster és James Lamont               | 2020. február 27.    | 2020. augusztus 27. |
| 8.  | 8.  | Paddington Digs a Tunnel to Peru    | Paddington alagutat ás Peruba       | Adam Shaw és Chris Drew | Jon Foster és James Lamont               | 2020. február 27.    | 2020. augusztus 27. |
| 9.  | 9.  | Paddington Plans a Party            | Paddington bulit szervez            | Adam Shaw és Chris Drew | Jon Foster és James Lamont               | 2020. március 17.    | 2020. augusztus 26. |
| 9.  | 9.  | Paddington Learns the Violin        | Paddington hegedülni tanul          | Adam Shaw és Chris Drew | Jon Foster és James Lamont               | 2020. március 17.    | 2020. augusztus 26. |
| 10. | 10. | Paddington and the Meteor Shower    | Paddington és a meteorzápor         | Adam Shaw és Chris Drew | Toby Davies                              | 2020. március 19.    | 2020. augusztus 28. |
| 10. | 10. | Paddington and the Talent Show      | Paddington és a tehetségkutató      | Adam Shaw és Chris Drew | Jon Foster és James Lamont               | 2020. március 19.    | 2020. augusztus 28. |
| 11. | 11. | Paddington Meets Lucky              | Paddington és Lucky                 | Adam Shaw és Chris Drew | Jon Foster és James Lamont               | 2020. március 27.    | 2020. október 14.   |
| 11. | 11. | Paddington and the Love Day Cards   | Paddington és a Szeretet-nap        | Adam Shaw és Chris Drew | Hannah George                            | 2020. március 27.    | 2020. október 15.   |
| 12. | 12. | Paddington and the Lost Gerbil      | Paddington és az elveszett ugróegér | Adam Shaw és Chris Drew | Paul Doolan                              | 2020. május 15.      | 2020. október 12.   |
| 12. | 12. | Paddington Earns a Ranger Badge     | Paddington és a cserkészjelvény     | Adam Shaw és Chris Drew | Adam Redfern                             | 2020. május 15.      | 2020. október 12.   |
| 13. | 13. | Paddington Flies a Kite             | Paddington sárkányt reptet          | Adam Shaw és Chris Drew | Madeleine Lambur                         | 2020. június 26.     | 2020. október 13.   |
| 13. | 13. | Paddington the Detective            | Paddington, a detektív              | Adam Shaw és Chris Drew | Jen Upton                                | 2020. június 26.     | 2020. október 13.   |
| 14. | 14. | Paddington and the Finger Trap      | Paddington és az ujjcsapda          | Adam Shaw és Chris Drew | Jon Foster és James Lamont               | 2020. július 3.      | 2020. október 16.   |
| 14. | 14. | Paddington Rides a Scooter          | Paddington rollerezik               | Adam Shaw és Chris Drew | Davey Moore                              | 2020. július 3.      | 2020. október 17.   |
| 15. | 15. | Paddington's First Chinese New Year | Paddington és a Kínai Újév          | Adam Shaw és Chris Drew | Mark Huckerby és Nick Ostler             | 2020. július 10.     | 2020. október 18.   |
| 15. | 15. | Paddington and the Missing Tickets  | Paddington és a cirkuszjegyek       | Adam Shaw és Chris Drew | Holly Lamont                             | 2020. július 10.     | 2020. október 19.   |
| 16. | 16. | Paddington and the Summer Games     | Paddington és a győzelem            | Adam Shaw és Chris Drew | Adam Redfern                             | 2020. július 17.     | 2020. október 20.   |
| 16. | 16. | Paddington Goes Camping             | Paddington kempingezik              | Adam Shaw és Chris Drew | Jon Foster és James Lamont               | 2020. július 17.     | 2020. október 21.   |
| 17. | 17. | Paddington and the Bone             | Paddington és a csont               | Adam Shaw és Chris Drew | Jon Foster és James Lamont               | 2020. július 24.     | 2020. október 24.   |
| 17. | 17. | Paddington Joins a Band             | Paddington zenekara                 | Adam Shaw és Chris Drew | Jon Foster és James Lamont               | 2020. július 24.     | 2020. október 25.   |
| 18. | 18. | Paddington and the Fundraiser Day   | Paddington és a pénzgyűjtés         | Adam Shaw és Chris Drew | Paul Doolan                              | 2020. július 31.     | 2020. október 22.   |
| 18. | 18. | Paddington's Alien Adventure        | Paddington és az űrlény             | Adam Shaw és Chris Drew | Toby Davies                              | 2020. július 31.     | 2020. október 23.   |
| 19. | 19. | Paddington and the Fire Engine      | Paddington és a tűzoltóautó         | Adam Shaw és Chris Drew | Jon Foster and James Lamont              | 2020. augusztus 7.   | 2021. március 2.    |
| 19. | 19. | Paddington Joins a Club             | Paddington klubtag lesz             | Adam Shaw és Chris Drew | Hannah George                            | 2020. augusztus 14.  | 2021. március 2.    |
| 20. | 20. | Paddington Builds a Scarecrow       | Paddington és a madárijesztő        | Adam Shaw és Chris Drew | Paul Doolan                              | 2020. augusztus 21.  | 2021. március 3.    |
| 20. | 20. | Paddington Plays Hide and Seek      | Paddington bújócskázik              | Adam Shaw és Chris Drew | Madeleine Lambur                         | 2020. augusztus 28.  | 2021. március 3.    |
| 21. | 21. | Paddington and the House Guest      | Paddington és a ház vendége         | Adam Shaw és Chris Drew | Holly Lamont                             | 2020. szeptember 4.  | 2021. március 4.    |
| 21. | 21. | Paddington and the Banana           | Paddington és a banán               | Adam Shaw és Chris Drew | Jon Foster és James Lamont               | 2020. szeptember 11. | 2021. március 4.    |
| 22. | 22. | Paddington Chooses a Best Friend    | Paddington legjobb barátja          | Adam Shaw és Chris Drew | Jon Foster és James Lamont               | 2020. szeptember 18. | 2021. március 35    |
| 22. | 22. | Paddington and the Lamppost         | Paddington és a lámpaoszlop         | Adam Shaw és Chris Drew | Paul Doolan                              | 2020. szeptember 25. | 2021. március 8.    |
| 23. | 23. | Paddington and Halloween            | Paddington és a Halloween           | Adam Shaw és Chris Drew | Toby Davies                              | 2020. október 2.     | 2020. október 31.   |
| 23. | 23. | Paddington Has an Autumn Wish       | Paddington kívánsága                | Adam Shaw és Chris Drew | Holly Lamont                             | 2020. október 9.     | 2020. október 31.   |
| 24. | 24. | Paddington Runs the Café            | Paddington a kávézóban              | Adam Shaw és Chris Drew | Toby Davies                              | 2020. október 16.    | 2021. március 11.   |
| 24. | 24. | Paddington Makes a Film             | Paddington filmet forgat            | Adam Shaw és Chris Drew | Holly Lamont                             | 2020. október 23.    | 2021. március 12.   |
| 25. | 25. | Paddington's First Snow             | Paddington és a hó                  | Adam Shaw és Chris Drew | Toby Davies                              | 2020. október 30.    | 2021. március 9.    |
| 25. | 25. | Paddington and the Metal Detector   | Paddington és a fémkereső           | Adam Shaw és Chris Drew | Paul Doolan                              | 2020. november 6.    | 2021. március 10.   |
| 26. | 26. | Paddington and the Lost Letter      | Paddington és az elveszett levél    | Adam Shaw és Chris Drew | Jon Foster, James Lamont és Adam Redfern | 2020. november 27.   |                     |
| 26. | 26. | Paddington Meets a Police Officer   | Paddington és a rendőr              | Adam Shaw és Chris Drew | Hannah George                            | 2020. december 11.   |                     |
| 27. | 27. | Paddington and the Balloons         | Paddington és a lufik               | Adam Shaw és Chris Drew | Jon Foster és James Lamont               | 2020. december 18.   |                     |

## 2. évad (2021-2022)
| #   | #   | Eredeti cím                                 | Magyar cím                         | Rendezte                | Írta                       | Eredeti premier      | Magyar premier       |
| --- | --- | ------------------------------------------- | ---------------------------------- | ----------------------- | -------------------------- | -------------------- | -------------------- |
| 28. | 1.  | Paddington's Plant Problem                  | Paddington növényt gondoz          | Adam Shaw és Chris Drew | Holly Lamont               | 2021. február 19.    | 2021. szeptember 13. |
| 28. | 1.  | Paddington the Artist                       | Paddington, a művész               | Adam Shaw és Chris Drew | Jon Foster és James Lamont | 2021. február 19.    | 2021. szeptember 13. |
| 29. | 2.  | Paddington's Squirrel Surprise              | Paddington esete a mókusokkal      | Adam Shaw és Chris Drew | Jon Foster és James Lamont | 2021. február 26.    | 2021. szeptember 14. |
| 29. | 2.  | Paddington Becomes a Secret Agent"          | Paddington titkos ügynök lesz      | Adam Shaw és Chris Drew | Toby Davies                | 2021. március 5.     | 2021. szeptember 14. |
| 30. | 3.  | Paddington Clowns Around                    | Paddington bohóckodik              | Adam Shaw és Chris Drew | Paul Doolan                | 2021. március 12.    | 2021. szeptember 15. |
| 30. | 3.  | Paddington and the Bad Swap                 | Paddington és a rossz csere        | Adam Shaw és Chris Drew | Jon Foster és James Lamont | 2021. március 19.    | 2021. szeptember 16. |
| 31. | 4.  | Paddington Celebrates Mrs. Bird's Day       | Paddington Bird néni napot tart    | Adam Shaw és Chris Drew | Hannah George              | 2021. március 26.    | 2021. szeptember 17. |
| 31. | 4.  | Paddington the Table Tennis Champ           | Paddington, a ping-pong bajnok     | Adam Shaw és Chris Drew | Jon Foster és James Lamont | 2021. április 2.     | 2021. szeptember 20. |
| 32. | 5.  | Paddington Gets Fit                         | Paddington edzésbe jön             | Adam Shaw és Chris Drew | Jon Foster és James Lamont | 2021. május 21.      | 2021. szeptember 21. |
| 32. | 5.  | Paddington's Rockingchair Repair            | Paddington hintaszéket javít       | Adam Shaw és Chris Drew | Paul Doolan                | 2021. május 28.      | 2021. szeptember 22. |
| 33. | 6.  | Paddington and the Big Decision             | Paddington választ                 | Adam Shaw és Chris Drew | Jon Foster és James Lamont | 2021. június 4.      | 2022. január 24.     |
| 33. | 6.  | Paddington's Beach Stowaway                 | Paddington potyautasa              | Adam Shaw és Chris Drew | Jon Foster és James Lamont | 2021. június 11.     | 2022. január 24.     |
| 34. | 7.  | Paddington and the Caterpillar              | Paddington és a hernyó             | Adam Shaw és Chris Drew | Jon Foster és James Lamont | 2021. június 18.     | 2022. január 25.     |
| 34. | 7.  | Paddington Plays the Floor is Lava          | Paddington és a ,,lávapadló" játék | Adam Shaw és Chris Drew | Toby Davies                | 2021. június 25.     | 2022. január 25.     |
| 35. | 8.  | Paddington and the Vegetable Thief          | Paddington és a zöldségtolvaj      | Adam Shaw és Chris Drew | Hannah George              | 2021. július 2.      | 2021. szeptember 23. |
| 35. | 8.  | Paddington Takes to the Ice                 | Paddington jégre lép               | Adam Shaw és Chris Drew | Holly Lamont               | 2021. július 9.      | 2021. szeptember 24. |
| 36. | 9.  | Paddington's Space Adventure                | Paddington az űrben                | Adam Shaw és Chris Drew | Toby Davies                | 2021. augusztus 13.  | 2022. január 26.     |
| 36. | 9.  | Paddington's Blackberry Treasure            | Paddington szedres kincse          | Adam Shaw és Chris Drew | Jason Hazeley              | 2021. augusztus 20.  | 2022. január 26.     |
| 37. | 10. | Paddington Opens the City Farm              |                                    | Adam Shaw és Chris Drew | Jon Foster és James Lamont | 2021. augusztus 27.  | 2022. január 27.     |
| 37. | 10. | Paddington the Upcycler                     | Paddington újrahasznosít           | Adam Shaw és Chris Drew | Holly Lamont               | 2021. szeptember 3.  | 2022. január 27.     |
| 38. | 11. | Paddington's Lucky Day                      | Paddington szerencsenapja          | Adam Shaw és Chris Drew | Holly Lamont               | 2021. szeptember 10. | 2022. január 28.     |
| 38. | 11. | Paddington the Pizza Chef                   | Paddington pizzát süt              | Adam Shaw és Chris Drew | Jon Foster és James Lamont | 2021. szeptember 17. | 2022. január 28.     |
| 39. | 12. | Paddington and the Tooth Fairy              | Paddington és a Fogtündér          | Adam Shaw és Chris Drew | Emma Kennedy               | 2021. szeptember 24. | 2022. január 31.     |
| 39. | 12. | Paddington Goes to Work                     | Paddington munkába áll             | Adam Shaw és Chris Drew | Paul Doolan                | 2021. október 1.     | 2022. január 31.     |
| 40. | 13. | Paddington's New Neighbours                 | Paddington és az új szomszédok     | Adam Shaw és Chris Drew | Jon Foster és James Lamont | 2021. október 8.     | 2022. február 2.     |
| 40. | 13. | Paddington Makes the News                   | Paddington, a címlapsztori         | Adam Shaw és Chris Drew | Jon Foster és James Lamont | 2021. október 15.    | 2022. február 2.     |
| 41. | 14. | Paddington Shares a Good Deed               | Paddington jótett-lánca            | Adam Shaw és Chris Drew | Toby Davies                | 2021. október 22.    | 2022. február 2.     |
| 41. | 14. | Paddington Goes Green                       | Paddington bezöldül                | Adam Shaw és Chris Drew | Abigail Burdess            | 2021. október 29.    | 2022. február 2.     |
| 42. | 15. | Paddington Saves the Bees                   | Paddington megmenti a méheket      | Adam Shaw és Chris Drew | Holly Lamont               | 2021. november 5.    | 2022. február 3.     |
| 42. | 15. | Paddington and the Heatwave                 | Paddington és a hőhullám           | Adam Shaw és Chris Drew | Jon Foster és James Lamont | 2021. november 12.   | 2022. február 3.     |
| 43. | 16. | Paddington Visits the Doctor                | Paddington orvoshoz megy           | Adam Shaw és Chris Drew | Jon Foster és James Lamont | 2021. november 19.   | 2022. február 4.     |
| 43. | 16. | Paddington and the Sleep Over               | Paddington és a pizsiparti         | Adam Shaw és Chris Drew | Jon Foster és James Lamont | 2021. november 26.   | 2022. február 4.     |
| 44. | 17. | Paddington Gets Locked Out on Christmas Day | Brown-ék kizárják magukat          | Adam Shaw és Chris Drew | Holly Lamont               | 2021. december 3.    | 2022. december 20.   |
| 44. | 17. | Paddington Feels the Music                  |                                    | Adam Shaw és Chris Drew | Jon Foster és James Lamont | 2021. december 3.    | 2022. július 29.     |
| 45. | 18. | Paddington and the Egg Hunt                 | Paddington és a tojásvadászat      | Adam Shaw és Chris Drew | Hannah George              | 2021. december 10.   | 2023. április 9.     |
| 45. | 18. | Paddington Sells Bessie                     | Paddington eladja Bessie-t         | Adam Shaw és Chris Drew | Paul Doolan                | 2021. december 17.   | 2022. július 28.     |
| 46. | 19. | Paddington's Nature Club                    |                                    | Adam Shaw és Chris Drew | Holly Lamont               | 2021. december 24.   | 2022. július 19.     |
| 46. | 19. | Paddington's Not Himself                    |                                    | Adam Shaw és Chris Drew | Jon Foster és James Lamont | 2021. december 31.   | 2022. július 19.     |
| 47. | 20. | Paddington's Treasure Hunt                  |                                    | Adam Shaw és Chris Drew | Adam Redfern               | 2022. január 7.      | 2022. július 20.     |
| 47. | 20. | Paddington's Taste of Italy                 |                                    | Adam Shaw és Chris Drew | Jo Clegg és Toby Davies    | 2022. január 14.     | 2022. július 20.     |
| 48. | 21. | Paddington's Radio Show                     |                                    | Adam Shaw és Chris Drew | Jon Foster és James Lamont | 2022. január 25.     | 2022. július 21.     |
| 48. | 21. | Paddington's Butler                         |                                    | Adam Shaw és Chris Drew | Toby Davies                | 2022. február 1.     | 2022. július 21.     |
| 49. | 22. | Paddington Becomes a Talent Show Judge      |                                    | Adam Shaw és Chris Drew | Jon Foster és James Lamont | 2022. február 8.     | 2022. július 22.     |
| 49. | 22. | Paddington Keeps Up with The Kamalis        |                                    | Adam Shaw és Chris Drew | Paul Doolan                | 2022. február 15.    | 2022. július 22.     |
| 50. | 23. | Paddington's Pet Hotel                      |                                    | Adam Shaw és Chris Drew | Hannah George              | 2022. február 22.    | 2022. július 25.     |
| 50. | 23. | Paddington Plays Golf                       |                                    | Adam Shaw és Chris Drew | Jon Foster és James Lamont | 2022. március 1.     | 2022. július 25.     |
| 51. | 24. | Paddington Loves Windsor Gardens            |                                    | Adam Shaw és Chris Drew | Toby Davies                | 2022. március 8.     | 2022. július 26.     |
| 51. | 24. | Paddington Helps a Hedgehog                 |                                    | Adam Shaw és Chris Drew | Jon Foster és James Lamont | 2022. március 15.    | 2022. július 26.     |
| 52. | 25. | Paddington's Birthday Treat                 |                                    | Adam Shaw és Chris Drew | Jon Foster és James Lamont | 2022. március 22.    | 2022. július 27.     |
| 53. | 26. | Paddington and the Hatching Surprise        | Paddington és a tojásos meglepetés | Adam Shaw és Chris Drew | Jon Foster és James Lamont | 2022. március 29.    | 2022. július 18.     |
| 53. | 26. | Paddington the Best Bear                    | Paddington a nászmackó             | Adam Shaw és Chris Drew | Paul Doolan                | 2022. április 5.     | 2022. július 18.     |
| 54. | 27. | Paddington and the Halloween Mystery        |                                    | Adam Shaw és Chris Drew | Jon Foster és James Lamont | 2022. október 1.     | 2022. október 28.    |
| 54. | 27. | Paddington's Campfire Stories               |                                    | Adam Shaw és Chris Drew | Jon Foster és James Lamont | 2022. október 1.     | 2022. október 28.    |

## 3. évad (2023)
| #   | #   | Eredeti cím<                             | Magyar cím                      | Rendezte                | Írta                       | Eredeti premier     | Magyar premier       |
| --- | --- | ---------------------------------------- | ------------------------------- | ----------------------- | -------------------------- | ------------------- | -------------------- |
| 55. | 1.  | Paddington's Goo Monster                 |                                 | Adam Shaw és Chris Drew | Holly Lamont               | 2023. április 3.    | 2023. szeptember 25. |
| 55. | 1.  | Paddington's Apple Pip Adventure         |                                 | Adam Shaw és Chris Drew | Jon Foster és James Lamont | 2023. április 4.    | 2023. szeptember 25. |
| 56. | 2.  | Paddington and the Lake Monster          |                                 | Adam Shaw és Chris Drew | Holly Lamont               | 2023. április 5.    | 2023. szeptember 26. |
| 56. | 2.  | Paddington's Space Radio                 |                                 | Adam Shaw és Chris Drew | Racha Sobratee             | 2023. április 6.    | 2023. szeptember 26. |
| 57. | 3.  | Paddington and the Three Musketeers      |                                 | Adam Shaw és Chris Drew | Michelle Membu-Philip      | 2023. április 10.   | 2023. szeptember 27. |
| 57. | 3.  | Paddington and the Dinosaur Hunt         |                                 | Adam Shaw és Chris Drew | Jon Foster és James Lamont | 2023. április 11.   | 2023. szeptember 28. |
| 58. | 4.  | Paddington's Journey Into a Black Hole   |                                 | Adam Shaw és Chris Drew | Hannah George              | 2023. április 12.   | 2023. szeptember 29. |
| 58. | 4.  | Paddington's Rainbow Race!               |                                 | Adam Shaw és Chris Drew | Zahara Andrews             | 2023. április 13.   | 2023. október 2.     |
| 59. | 5.  | Paddington Meets Paddingtron             |                                 | Adam Shaw és Chris Drew | Paul Doolan                | 2023. április 17.   | 2023. október 3.     |
| 59. | 5.  | Paddington's First Diwali                |                                 | Adam Shaw és Chris Drew | Joe Sellman-Leava          | 2023. április 18.   | 2023. október 4.     |
| 60. | 6.  | Paddington and the Solar Eclipse         |                                 | Adam Shaw és Chris Drew | Toby Davies                | 2023. április 19.   | 2023. október 5.     |
| 60. | 6.  | Paddington and the Mysterious Inventor   |                                 | Adam Shaw és Chris Drew | Adam Redfern               | 2023. április 20.   | 2023. október 6.     |
| 61. | 7.  | Paddington's Summer Holiday Begins       |                                 | Adam Shaw és Chris Drew | Toby Davies                | 2023. augusztus 7.  | 2023. november 6.    |
| 61. | 7.  | Paddington's Lifeguard Training          |                                 | Adam Shaw és Chris Drew | Foster & James Lamont      | 2023. augusztus 8.  | 2023. november 6.    |
| 62. | 8.  | Paddington's Mysterious Cave Discovery   |                                 | Adam Shaw és Chris Drew | Foster & James Lamont      | 2023. augusztus 9.  | 2023. november 7.    |
| 62. | 8.  | Paddington and the Fossil Hunt           |                                 | Adam Shaw és Chris Drew | Holly Lamont               | 2023. augusztus 10. | 2023. november 7.    |
| 63. | 9.  | Paddington vs the Seagulls               |                                 | Adam Shaw és Chris Drew | Paul Doolan                | 2023. augusztus 14. | 2023. november 8.    |
| 63. | 9.  | Paddington and the Lighthouse            |                                 | Adam Shaw és Chris Drew | Jon Foster és James Lamont | 2023. augusztus 15. | 2023. november 9.    |
| 64. | 10. | Paddington's Pirate Treasure Hunt        |                                 | Adam Shaw és Chris Drew | Jon Foster és James Lamont | 2023. augusztus 16. | 2023. november 10.   |
| 64. | 10. | Paddington's Sandcastle Showstopper      |                                 | Adam Shaw és Chris Drew | Jon Foster és James Lamont | 2023. augusztus 17. | 2023. november 13.   |
| 65. | 11. | Paddington's Puffling Rescue             |                                 | Adam Shaw és Chris Drew | Holly Lamont               | 2023. augusztus 20. | 2023. november 14.   |
| 65. | 11. | Paddington Goes Under the Sea            |                                 | Adam Shaw és Chris Drew | Hannah George              | 2023. augusztus 20. | 2023. november 15.   |
| 66. | 12. | Paddington's Beach Clean Up              | A strand rendbetétel            | Adam Shaw és Chris Drew | Michelle Membu-Philip      | 2023. augusztus 20. | 2023. november 16.   |
| 66. | 12. | Paddington's Holiday Farewell            | A búcsú                         | Adam Shaw és Chris Drew | Holly Lamont               | 2023. augusztus 20. | 2023. november 17.   |
| 67. | 13. | Paddington and the Cursed Halloween Show |                                 | Adam Shaw és Chris Drew | Holly Lamont               | 2023. október 30.   | 2024. augusztus 12.  |
| 67. | 13. | Paddington Saves the Mooncake Festival   |                                 | Adam Shaw és Chris Drew | Holly Lamont               | 2023. október 30.   |                      |
| 68. | 14. | Paddington's Special Visitor             |                                 | Adam Shaw és Chris Drew | Jon Foster és James Lamont | 2023. december 8.   |                      |
| 68. | 14. | Paddington Celebrates Hanukkah           | Paddington megünnepli a Hanukát | Adam Shaw és Chris Drew | Eleanor Burke              | 2023. december 8.   | 2024. december 21.   |

## 4. évad (2024)
| #                                      | #                                | Eredeti cím                                | Magyar cím                         | Rendezte                | Írta             | Eredeti premier     | Magyar premier   |
| -------------------------------------- | -------------------------------- | ------------------------------------------ | ---------------------------------- | ----------------------- | ---------------- | ------------------- | ---------------- |
| 69.                                    | 1.                               | Paddington's Hero Squad                    | Paddington hősei                   | Adam Shaw és Chris Drew |                  | 2024. augusztus 30. | 2024. január 29. |
| 69.                                    | 1.                               | Paddinton's Knightly Quest                 | Paddington lovag                   | Adam Shaw és Chris Drew |                  | 2024. augusztus 30. | 2024. január 29. |
|                                        |                                  | Paddington the Rare Bear and Mr. Brilliant | Ritkamedve és Briliáns úr          | Adam Shaw és Chris Drew |                  |                     | 2024. január 30. |
| Paddington and the Accidental Hero     | Paddington és a véletlen hős     |                                            |                                    | Adam Shaw és Chris Drew |                  |                     | 2024. január 30. |
|                                        |                                  | Paddington's Race Against the Storm        | Paddington versenyt fut a viharral | Adam Shaw és Chris Drew |                  |                     | 2024. január 31. |
| Paddington's Super Snail               | Paddington szupercsigája         |                                            |                                    | Adam Shaw és Chris Drew | 2024. február 1. |                     |                  |
|                                        |                                  | Paddington and Paddingtron's Heroic Day    | Paddingtron hőstette               | Adam Shaw és Chris Drew |                  |                     | 2024. február 2. |
| Paddington's Heroic Non-Stop Adventure | Paddington non-stop kalandja     |                                            |                                    | Adam Shaw és Chris Drew | 2024. február 5. |                     |                  |
|                                        |                                  | Paddington and the Unlikely Hero           | Paddington és a valószínűtlen hős  | Adam Shaw és Chris Drew |                  |                     | 2024. február 6. |
| Paddington Needs a Hero                | Paddingtonnak hősre van szüksége |                                            |                                    | Adam Shaw és Chris Drew | 2024. február 7. |                     |                  |
|                                        |                                  | Paddington's Favourite Hero                | Paddington kedvenc hőse            | Adam Shaw és Chris Drew |                  |                     | 2024. február 8. |
| Paddington And The Skateboarder        | Deszkás Paddington               |                                            |                                    | Adam Shaw és Chris Drew | 2024. február 9. |                     |                  |
|                                        |                                  | Paddington's Favourite Hero                | Paddington kedvenc hőse            | Adam Shaw és Chris Drew |                  |                     | 2024. február 8. |
| Paddington And The Skateboarder        | Deszkás Paddington               |                                            |                                    | Adam Shaw és Chris Drew | 2024. február 9. |                     |                  |

## Gyártás
A Paddington kalandjait először 2019. február 14-én jelentették be a Nickelodeon 2019-es évének részeként, Paddington munkacím alatt és a sorozat megjelenési időpontját később, 2019. november 20-án jelentették be az új címmel együtt. Ben Whishaw megismételte a szerepét, mint Paddington. Gary Barlow komponálta a sorozat dalát.

## Nemzetközi sugárzások
A Paddington kalandjai 2019. december 20-án mutatták be az Nickelodeonon az Egyesült Államokban. A sorozatit Franciaországbán az M6 csatorna mutatta be. Az Egyesült Királyságban, a sorozat premierje Nick Jr.-on volt 2020. március 2-án.